# Betizu Taldea
Betizu Taldea - BT (Grupo Betizu, en lengua vasca) fue un grupo musical procedente del País Vasco. El grupo surgió de los ganadores del concurso Betizu de ETB1 y alcanzó una gran notoriedad en el País Vasco. 

## Historia
El grupo Betizu Taldea - BT se creó en el año 2002. El grupo surgió originariamente de los cuatro ganadores del concurso Betizu Mikel Zubimendi, Ainara Epelde, Leire Merino y Uxue Rodriguez. En el año 2003 se unieron al grupo Jon Urbieta y Karla Duran. En el año 2004 pasaron a ser integrantes también Zuriñe Hidalgo, Telmo Idígoras, Elene Arandia, Amane Ibañez y Saida Rouan.
Entre los años 2002 y 2005 el grupo BT sacó 4 discos y dio varios conciertos. El grupo alcanzó una gran notabilidad y conocimiento, en especial por varias de sus canciones que se hicieron muy conocidas. Sobre todo por la canción «Lokaleko leihotik», sencillo de su tercer disco Bizi Bizi (2004), que era interpretado por Zuriñe Hidalgo y Telmo Idígoras, y que se convirtió en uno de los videoclips más reproducidos del panorama cultural vasco. La canción fue incluso versionada por distintos artistas, entre ellos el grupo Sully Riot. También alcanzaron gran conocimiento por otros sencillos como «Esaidazu», parte de su primer disco BT 1.0 (2002/03), «Gora Gora Betizu» o «Kolperik jo gabe».
Debido a su gran notoriedad, participaron como invitados en distintos programas como en las galas de navidades y de nochevieja de ETB, dieron el chupinazo de algunas fiestas populares, ...
En el año 2021 varios miembros del grupo se volvieron a unir para dar un par de conciertos.

## Disolución
En el año 2005 el grupo BT sacó su último disco titulado Gazteok. En el año 2005 el grupo Betizu Taldea - BT se renombró como BT-Gazteok o Gazteok cogiendo el nombre de su cuatro disco (aunque seguía siendo BT). Desde ese momento BT-Gazteok dio unos cuantos conciertos más hasta mediados del año 2006.
Finalmente el grupo BT-Gazteok se disolvió definitivamente en el año 2006. El espacio musical de BT-Gazteok fue reemplazado por el grupo musical que formaron los cuatro ganadores del concurso musical Egin kantu! (Maialen Diez, Oihan Larraza, Beñat Urkiola eta Ane Gonzalez), grupo que sacó un par de discos (uno de ellos tuvo la colaboración especial de Telmo Idígoras) y que dio diferentes conciertos.

## El reencuentro (2025)
En el año 2025 se organizó el reencuentro del grupo del grupo. El programa de reencuentro fue conducido por Nerea Alias y Joseba Olagarai, como antiguos presentadores de Betizu, y condujeron el concierto "BT 2025".
Fue el reencuentro oficial del grupo tras veinte años y contó con los antiguos miembros, entre ellos Elene Arandia, Jon Urbieta, Zuriñe Hidalgo, Telmo Idigoras, Leire Merino, Karla Duran, Saida Rouan y Ainara Epelde.
Además en el reencuentro también participaron artistas cercanos al grupo, como Benito Lertxundi, Miren Amuriza, Alain Pérez, Joseba Urkiola, Xabi Alonso, Alex Ubago, Amaia Montero, Eneko Sagardoy, Julen Telleria, Amane Ibañez, Unai Iparragirre, Lorea Pérez de Albeniz, Izaskun Forkada y Joxe Mendizabal.

## Miembros
- Mikel Zubimendi (2002-2005/06)
- Ainara Epelde (2002-2005/06)
- Leire Merino (2002-2005/06)
- Uxue Rodriguez (2002-2005/06)
- Jon Urbieta (2003-2005/06)
- Karla Duran (2003-2005/06)
- Zuriñe Hidalgo (2004-2005/06)
- Telmo Idígoras (2004-2005/06)
- Elene Arandia (2004-2005/06)
- Amane Ibañez (2004-2005/06)
- Saida Rouan (2004-2005/06)

## Discografía
- BT 1.0 (2002/03)[19]
- Garaje Sound (2003)
- Bizi Bizi (2004)
- Gazteok (2005)[20]